# Dietinae
Dietinae Simon, 1895 è una sottofamiglia di ragni appartenente alla famiglia Thomisidae.

## Descrizione
La chiave dicotomica di questa sottofamiglia rispetto alle altre è che questi ragni hanno i tarsi delle zampe provvisti di artigli costituiti da ciuffi di peli alquanto compatti.

## Distribuzione
Le 7 tribù oggi note di questa sottofamiglia sono diffuse in Africa (Apyretinini, Dietini, Emplesiogonini, Mystariini e Tagulini); Asia (Alcimochthini, Amyciaeini, Apyretinini, Dietini e Tagulini); Australia (Amyciaeini, Dietini).

## Tassonomia
A novembre 2013, la maggioranza degli aracnologi è concorde nel suddividerla in 7 tribù, per complessivi 32 generi:
- Alcimochthini

1. Alcimochthes Simon, 1885 - Vietnam, Cina, Taiwan, Singapore, Giappone
2. Domatha Simon, 1895 - Filippine, Nuova Guinea
3. Peritraeus Simon, 1895 - Sri Lanka

- Amyciaeini

1. Amyciaea Simon, 1885 - India, Australia, Sierra Leone, Vietnam, Nuova Guinea, dalla Cina alla Malesia, Costa d'Avorio, Singapore, Sumatra
2. Pseudamyciaea Simon, 1905 - Giava

- Apyretinini

1. Apyretina Strand, 1929 - Madagascar
2. Lampertia Strand, 1907 - Madagascar
3. Nyctimus Thorell, 1877 - Sumatra, Celebes
4. Zametopias Thorell, 1892 - Sumatra, Sudafrica
5. Zametopina Simon, 1909 - Vietnam, Cina

- Dietini

1. Cetratus Kulczynski, 1911 - Nuova Guinea
2. Dietopsa Strand, 1932 - India
3. Diplotychus Simon, 1903 - Madagascar
4. Loxobates Thorell, 1877 - Cina, India, Filippine, Myanmar, Giappone, Celebes, Bhutan, Malesia
5. Lycopus Thorell, 1895 - Nuova Guinea, India, Myanmar, Cina, isole Molucche, Singapore
6. Musaeus Thorell, 1890 - Sumatra
7. Ostanes Simon, 1895 - Africa occidentale
8. Oxytate L. Koch, 1878 - Africa centrale, occidentale, orientale e meridionale, India, Cina, Australia occidentale, Myanmar, Bhutan, isole Andamane, Giappone, Corea, Taiwan
9. Pasias Simon, 1895 - India, Filippine
10. Pasiasula Roewer, 1942 - isola di Bioko (golfo di Guinea)
11. Phaenopoma Simon, 1895 - Senegal, Sierra Leone, Sudafrica
12. Scopticus Simon, 1895 - Giava

- Emplesiogonini

1. Emplesiogonus Simon, 1903 - Madagascar
2. Plastonomus Simon, 1903 - Madagascar
3. Pseudoporrhopis Simon, 1886 - Madagascar

- Mystariini

1. Hewittia Lessert, 1928 - Congo
2. Mystaria Simon, 1895 - Africa occidentale, Sierra Leone
3. Paramystaria Lessert, 1919 - Africa orientale, Namibia, Guinea, Congo, Mozambico, Kenya
4. Sylligma Simon, 1895 - Etiopia, Sierra Leone, Congo, Guinea, Mozambico, Ruanda, Botswana, Sudafrica, Nigeria

- Tagulini

1. Tagulinus Simon, 1902 - Vietnam
2. Tagulis Simon, 1895 - Sierra Leone, Sri Lanka

- incertae sedis

1. Bassaniodes Pocock, 1903 - isola di Socotra (Oceano Indiano)